# ATP World Tour Finals 2016 – mužská dvouhra

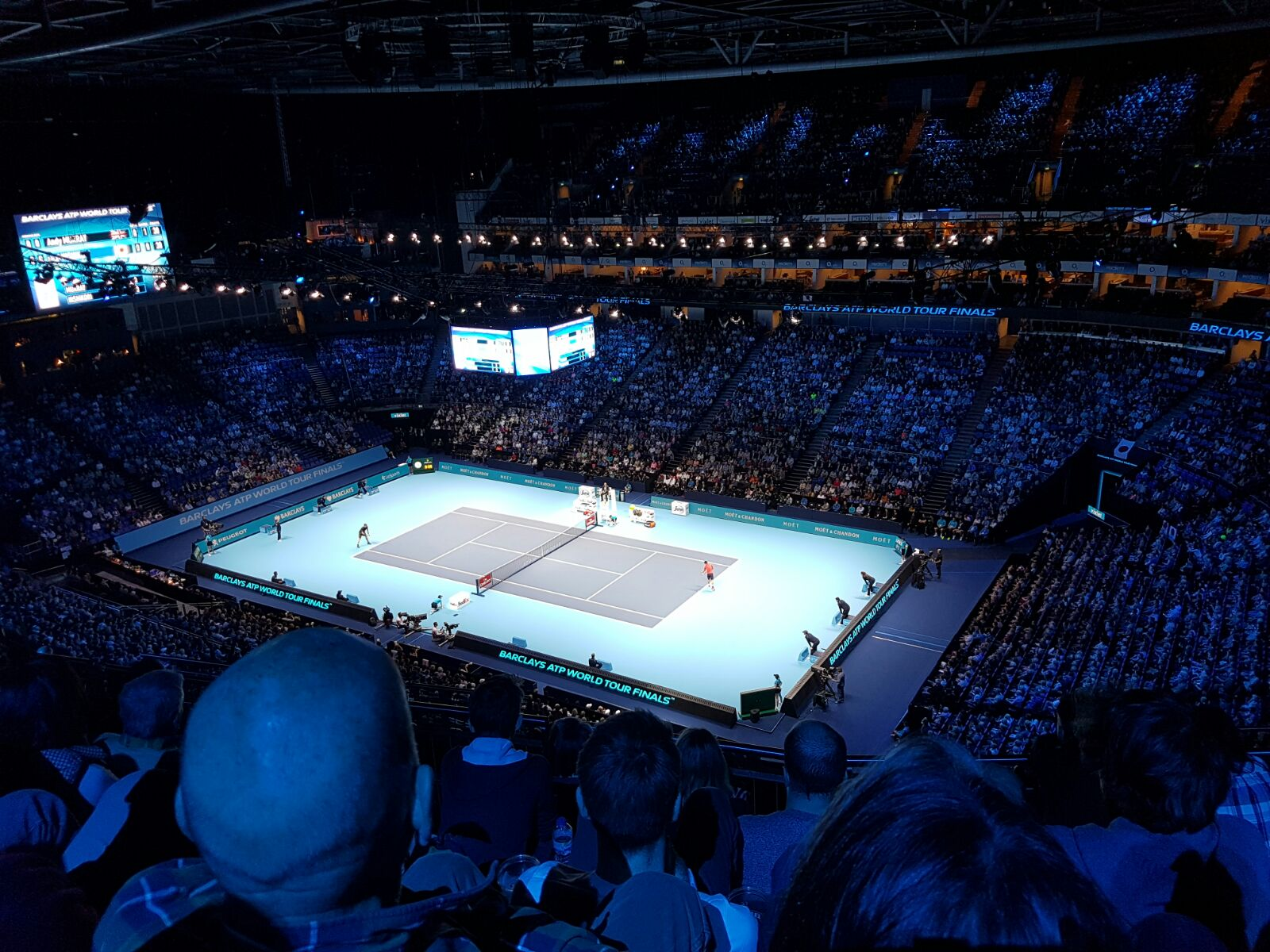
Jeden ze zápasů.

Mužská dvouhra ATP World Tour Finals 2016 probíhala v polovině listopadu 2016. Do singlové soutěže londýnského Turnaje mistrů nastoupilo osm nejlepších hráčů v klasifikaci žebříčku ATP Race. Čtyřnásobným obhájcem titulu byla srbská světová dvojka a pětinásobný vítěz podniku Novak Djoković.
Rozlosování singlové soutěže proběhlo v pondělí 7. listopadu ve 14 hodin místního času.
Britský tenista Andy Murray byl na Turnaji mistrů poprvé v pozici nejvýše nasazeného hráče. Švýcar Roger Federer, který předčasně kvůli problémům s levým kolenem ukončil sezónu, se na závěrečný podnik roku nekvalifikoval poprvé od roku 2001, čímž skončila jeho rekordní série 14 po sobě jdoucích účastí na závěrečném podniku. Španělský tenista Rafael Nadal se na turnaj dokázal kvalifikovat, avšak problémy s levým zápěstím ho donutily předčasně ukončit sezónu.
Přímý souboj o post světové jedničky nabídlo finálové utkání, ve kterém porazil ve svém prvním finálovém utkání na ATP World Tour Finals nejvýše nasazený Skot Andy Murray turnajovou dvojku ze Srbska Novaka Djokoviće za 1 hodinu a 42 minut po výsledku 6–3 a 6–4. Ve 29 letech se stal sedmou světovou jedničkou od založení žebříčku ATP v roce 1973, která vyhrála hned na první událost z pozice prvního muže klasifikace. Zhruba v polovině první sady Murray prakticky rozhodl o svém vítězství. Od stavu 3–3 získal sedm z osmi gamů a vedl 6–3 a 4–1 se dvěma brejky k dobru. Djoković ještě zkusil zápas zdramatizovat, když následně Britovi sebral podání a snížil na 3–4 ze svého pohledu. V závěru se ještě za stavu 4–5 dotáhl při Murrayho podání na shodu, ale po třetím využitém mečbolu se z vítězství radoval domácí tenista.
Murray si tak připsal premiérovou trofej z Turnaje mistrů. Svou neporazitelnost prodloužil na 24 zápasů, když během posledních sedmi týdnů vyhrál pět turnajů. Poprvé také zakončil jako 17. tenista v historii sezónu na postu světové jedničky, když přerušil nadvládu tria Federer, Nadal a Djoković, kteří vládli na trůnu světové jedničky nepřetržitě od roku 2004. V probíhající sezóně si Murray připsal deváté turnajové vítězství, které představovalo čtyřicátý čtvrtý singlový titul na okruhu ATP Tour.
Při slavnostním ceremoniálu zhodnotil vítězný Skot celou svou povedenou sezónu: „Tohle je pro mě výjimečný den, hrát proti Novakovi v takovém zápase. Máme za sebou už spoustu grandslamových finále a další velké zápasy. Hodně z nich jsem s ním prohrál, proto mám velkou radost, že jsem dnes vyhrál. A k tomu skončit na prvním místě, takový den jsem nikdy nečekal.“ Poražený z duelu Djoković nešetřil chválou na svého soka: „Dnes jsme se tu stali součástí historie, bylo mi ctí být u toho. Andy je teď bezpochyby nejlepším tenistou světa. Triumf i post jedničky si zaslouží. Dnes mnohem lépe zvládal klíčové momenty, mně se nedařilo. Lépe jsem začal hrát až ke konci, ale to už bylo pozdě.“
Poprvé v kariéře do turnaje zasáhli Francouz Gaël Monfils a Rakušan Dominic Thiem.

## Nasazení hráčů
1. Andy Murray (semifinále, 1500 bodů, 2 391 000 USD)
2. Novak Djoković (finále, 1000 bodů, 1 261 000 USD)
3. Stan Wawrinka (základní skupina, 200 bodů, 358 000 USD)
4. Milos Raonic (semifinále, 400 bodů, 537 000 USD)
5. Kei Nišikori (semifinále, 200 bodů, 358 000 USD)
6. Gaël Monfils (základní skupina, odstoupil kvůli zranění, 0 bodů, 134 000 USD)[6]
7. Marin Čilić (základní skupina, 200 bodů, 358 000 USD)
8. Dominic Thiem (základní skupina, 200 bodů, 358 000 USD)

## Náhradníci
1. David Goffin (základní skupina, 0 bodů, 102 000 USD)[6]
2. Roberto Bautista Agut (nenastoupil, 0 bodů, 95 000 USD)

## Soutěž
| Legenda                                                       |                                                                        |                                                   |
| - Q – kvalifikant - WC – divoká karta - LL – šťastný poražený | - Alt – náhradník - SE – zvláštní výjimka - PR/SR – žebříčková ochrana | - w/o – bez boje - r – skreč - d – diskvalifikace |

### Finálová fáze
|  | Semifinále | Semifinále   | Semifinále     | Semifinále | Semifinále |                |   | Finále      | Finále | Finále | Finále | Finále |
|  |            |              |                |            |            |                |   |             |        |        |        |        |
|  | 1          | Andy Murray  | 5              | 7          | 711        |                |   |             |        |        |        |        |
|  | 4          | Milos Raonic | 7              | 65         | 69         |                |   |             |        |        |        |        |
|  | 4          | Milos Raonic | 7              | 65         | 69         |                | 1 | Andy Murray | 6      | 6      |        |        |
|  |            |              |                |            |            |                | 1 | Andy Murray | 6      | 6      |        |        |
|  |            | 2            | Novak Djoković | 3          | 4          |                |   |             |        |        |        |        |
|  | 2          | 2            | Novak Djoković | 3          | 4          | Novak Djoković | 6 | 6           |        |        |        |        |
|  | 2          |              |                |            |            | Novak Djoković | 6 | 6           |        |        |        |        |
|  | 5          | Kei Nišikori | 1              | 1          |            |                |   |             |        |        |        |        |

### Skupina Johna McEnroea
|    |               | Murray              | Wawrinka           | Nišikori            | Čilić              | Zápasy       | Sety         | Hry            | Pořadí |
| 1. | Andy Murray   |                     | 6–4, 6–2           | 6–7(9–11), 6–4, 6–4 | 6–3, 6–2           | 3–0 (100 %)  | 6–1 (85,7 %) | 42–26 (61,7 %) | 1.     |
| 3. | Stan Wawrinka | 4–6, 2–6            |                    | 2–6, 3–6            | 7–6(7–3), 7–6(7–3) | 1–2 (33,3 %) | 2–4 (33,3 %) | 25–36 (40,9 %) | 3.     |
| 5. | Kei Nišikori  | 7–6(11–9), 4–6, 4–6 | 6–2, 6–3           |                     | 6–3, 2–6, 3–6      | 1–2 (33,3 %) | 4–4 (50 %)   | 38–38 (50 %)   | 2.     |
| 7. | Marin Čilić   | 3–6, 2–6            | 6–7(3–7), 6–7(3–7) | 3–6, 6–2, 6–3       |                    | 1–2 (33,3 %) | 2–5 (28,6 %) | 32–37 (46,4 %) | 4.     |

### Skupina Ivana Lendla
|       |                           | Djoković              | Raonic             | Monfils Goffin        | Thiem                | Zápasy              | Sety                 | Hry                        | Pořadí |
| 2.    | Novak Djoković            |                       | 7–6(8–6), 7–6(7–5) | 6–1, 6–2 (vs/ Goffin) | 6–7(10–12), 6–0, 6–2 | 3–0 (100 %)         | 6–1 (85,7 %)         | 44–24 (64,7 %)             | 1.     |
| 4.    | Milos Raonic              | 6–7(6–8), 6–7(5–7)    |                    | 6–3, 6–4              | 7–6(7–5), 6–3        | 2–1 (66,7 %)        | 4–2 (66,7 %)         | 37–30 (55,2 %)             | 2.     |
| 6. 9. | Gaël Monfils David Goffin | 1–6, 2–6 (vs/ Goffin) | 3–6, 4–6           |                       | 3–6, 6–1, 4–6        | 0–2 (0 %) 0–1 (0 %) | 1–4 (20 %) 0–2 (0 %) | 20–25 (44,4 %) 3–12 (20 %) | X 4.   |
| 8.    | Dominic Thiem             | 7–6(12–10), 0–6, 2–6  | 6–7(5–7), 3–6      | 6–3, 1–6, 6–4         |                      | 1–2 (33,3 %)        | 3–5 (37,5 %)         | 31–44 (41,3 %)             | 3.     |